# Elizabeth Acevedo
Elizabeth Acevedo es una escritora y poeta estadounidense de padres dominicanos. Es la autora de la novela juvenil The Poet X, un best-seller del New York Times, y ganadora del Premio Nacional del Libro.
Acevedo es la autora de las novelas Poet X, El ingrediente secreto de Emoni Santiago, y Clap When You Land.

## Primeros años y educación
Acevedo fue criada en Nueva York y se identifica étnicamente como afrolatina. De pequeña solía visitar regularmente la República Dominicana. Su infancia estuvo poblada por cuentos que le narraba su madre. A los catorce años, compitió en su primer torneo de poesía slam en el Café Nuyorican Poets y pronto empezó a participar en otros eventos alrededor de la ciudad, en lugares tales como el Club de Poesía Bowery y el Palabra Urbana NYC.  Acevedo es licenciada en Artes Escénicas por la Universidad George Washington y tiene una maestría (MFA) en Escritura Creativa por la Universidad de Maryland. Actualmente vive con su pareja en Washington, D.C.

## Carrera
Acevedo enseñó en octavo grado en el condado de Prince George, Maryland, y fue miembro de la organización Teach For America en 2010.
Su libro de poesia, The Poet X, fue publicada por HarperCollins en 2018. La novela ganó el Premio Boston Globe–Horn Book en 2018, el Premio Walter Dean Myers a la Literatura Infantil, destacada en la categoría adolescentes, y en 2018 ganó el Premio Nacional del Libro en la categoría de literatura juvenil. También fue finalista para el Premio Kirkus. La obra también ganó el Premio Michael L. Printz en 2019.
Su obra Beastgirl y Otros Mitos, publicada en 2016, fue finalista del Premio YesYes Books Chapbook.Acevedo fue becaria de CantoMundo y de Cueva Canem. Sus poemas han aparecido en las revistas Poesía, Puerto Del Sol, Callaloo y The Notre Dame Review, entre otros.
With the Fire on High es la novela más reciente de Acevedo, publicada en mayo de 2019.

### Como escritora

#### Novelas juveniles
- The Poet X (HarperTeen, 2018)
- With the Fire on High (HarperTeen, 2019)

#### Antologías
- Beastgirl Y Otros Mitos de Origen (YesYes Books, 2016)
- Porque Era Una Chica : Historias Verdaderas Para Chicas de Todas las Edades (Henry Holt, 2017) (con historias por Victoria Aveyard, Libba Bray, Melissa de la Cruz, Quvenzhané Wallis, Francesca Zambello)
- Mujeres de Resistencia: Poemas Para un Feminismo Nuevo (O Libros, 2018) (con historias de Danielle Barnhart, Iris Mahan, Ryka Aoki, Rosebud Ben-Ori, Safia Elhillo, Jade Lascelles)
- La tinta no sabe de ninguna frontera (Siete Historias, 2019) (con poemas por Samira Ahmed, Erika L. Sánchez, Ocean Vuong, Fatimah Asghar, Chen Chen, Ada Limón, Kaveh Akbar, Hala Alyan, Safia Elhillo, Jenny Xie, y Bao Phi)

### Como narradora de audiolibro
- The Poet X por Elizabeth Acevedo (HarperTeen, 2018)
- Orgullo por Ibi Zoboi (Balzer+Bray, 2018)
- With the Fire on High por Elizabeth Acevedo (HarperTeen, 2019)